# وان (رپر)
جونگ جه وون (کره‌ای: 정제원؛ زادهٔ ۲۹ مارس ۱۹۹۴) که بیشتر با نام هنری وان (انگلیسی: One) شناخته می‌شود، رپر، خواننده-ترانه‌سرا و بازیگر اهل کره جنوبی است. او در سال ۲۰۱۵ به عنوان عضو گروه هیپ هاپ دونفره وان پانچ به همراه کیم ساموئل فعالیتش را آغاز کرد. سال بعد، او از دی بیزنس انترتینمنت به وای‌جی انترتینمنت منتقل شد. در سال ۲۰۱۹، جونگ جه وون وای‌جی انترتینمنت را ترک کرد و از آن زمان تاکنون تحت کمپانی خودش به نام پرایوت اُنلی فعالیت می‌کند. او به عنوان بازیگر در مجموعه‌های تلویزیونی یک ادیسه کره‌ای (۲۰۱۷) و زندگی خصوصی او (۲۰۱۹) حضور پیدا کرده‌است.